# アラル川の戦い
アラル川の戦い（アラルがわのたたかい）は、紀元前58年にガイウス・ユリウス・カエサルの指揮のもと、ヘルウェティイ族の移住部族と4個ローマ軍団(第7軍団、第8軍団、第9軍団ヒスパナ、第10軍団エクェストリス)との間で行われた、ガリア戦争で最初の大規模な戦いである。 
ヘルウェティイ族は、現在のスイスを起源とする部族であった。カエサルとの戦いの直前、彼らはローマの属州ガリアを通って、大西洋岸に向かって大移動を開始した。 
ジュネーブでは、ローマ人はローヌ川に架かる木造橋を破壊し、19マイルに及ぶ要塞を建設した。ヘルウェティイ族は別ルートで移住を試み、いかだやボートを使ってアラル川(ソーヌ川)を渡った。 カエサルは斥候から情報を得て、ヘルウェティイ族と交戦を開始した。ヘルウェティイ族のうち、3つの部隊が川を渡り、カエサルは渡らなかった部隊を攻撃、多くのヘルウェティイ族を殺し、生き残った者を森の中に追いやった。 
和平交渉は失敗に終わり、ローマ軍はヘルウェティイ族の後を追った。15日の追跡の後、カエサルは兵糧が不足したので、ビブラクテへ迂回することにした。 ヘルウェティイ族はローマ軍を攻撃したが、決定的な敗北を喫した。 
カエサルに倒されたヘルウェティイ族は、ティングリニ族のパグス(亜族)の一部である。ティングリニ族は、紀元前107年に執政官ルシウス・カッシウス・ロンギヌスを殺害した。また、カエサルの義理の父であるルシウス・カルプルニウス・ピソ・カエソニウヌスの祖父のであるルシウス・カルプルニウス・ピソを殺害したことでも知られている。